# 복담
복담(伏湛, ? ~ 37년)은 전한 말기 ~ 후한 초기의 관료로, 자는 혜공(惠公)이며 낭야국 동무현(東武縣) 사람이다. 전한 초기의 학자 복승의 9세손으로, 아버지 복리는 학자로 명성을 떨쳐 성제에게 《시》를 가르치고 고밀태부가 되어 학파를 이루었다.

## 생애
성품이 효성스럽고 우애가 돈독하였고, 젊어서 복리를 따라 유학자가 되어 수백 명을 가르쳤다. 성제 때 복리의 공적으로 박사(博士)의 제자가 되었다. 다섯 차례 관직을 옮기다가 신나라 때에는 수의집법(繡衣執法)이 되었고, 후수속정으로 옮겼다.
경시제가 즉위하자 복담은 그의 밑으로 갔고, 평원태수에 임명되었다. 이때 복담의 문하독(門下督)이 복담에게 거병할 것을 제안하자 복담은 그가 민중을 현혹시키려 한다고 여겨 바로 죽이고 성에 목을 내걸었다. 이로써 성의 사람들은 복담을 믿었고, 평원군은 안정되었다.
후한이 건국되고 광무제가 즉위하니, 복담은 광무제의 부름을 받아 상서(尙書)가 되었다. 대사도 등우 또한 복담이 재상의 자질이 있는 자라고 광무제에게 추천하였고, 이로써 복담은 사직(司直) 겸 행대사도사(行大司徒事)에 임명되었다. 광무제가 친정을 나갈 때 복담은 항상 조정에 남아 국정을 처리하였다.
건무 3년(27년) 3월, 등우의 뒤를 이어 대사도에 임명되고 양도후(陽都侯)에 봉해졌다.
한편 적미군을 항복시킨 광무제는 어양의 팽총을 치려 하였다. 이에 대하여 복담은 낙양으로부터 한참 떨어진 어양으로 친정하는 것은 손실이 큰 일이며 주변의 안정을 꾀하는 것이 좋다고 진언하였고, 복담의 말을 옳게 여긴 광무제는 친정을 취소하였다.
건무 5년(29년), 광무제는 복담의 상주를 받아들여 향음주례(鄕飮酒禮)를 정례화시켰다. 이 해 겨울, 광무제는 제나라의 장보(張步)를 치러 나가고 복담은 낙양을 지켰다. 이때 고제의 사당에서 제사를 지냈는데, 하남윤과 사례교위가 사당에서 말다툼을 벌였다. 복담은 이 일을 광무제에게 보고하지 않았다가 책임을 물어 면직되었고, 이듬해 불기후(不其侯)에 봉해져 봉국으로 쫓겨났다.
건무 13년(37년) 여름, 조정의 부름을 받았다. 관직에 나아가기 전에 벌인 연회에서 더위를 이기지 못하고 병들어 죽으니, 광무제는 직접 조의를 표하고 시신을 고향으로 운구하게 하였다.

## 가계

### 관련 인물
| - 복수 - 복승 - 복완 |

## 출전
- 범엽, 《후한서》 권26 복후송채풍조모위열전